# Solpugista hastata
Espèce
Synonymes
- Solpuga hastata Kraepelin, 1899
- Solpuga ornithorhyncha Hewitt, 1914

Solpugista hastata est une espèce de solifuges de la famille des Solpugidae.

## Distribution
Cette espèce est endémique de Namibie.

## Description
Le mâle holotype mesure 24 mm.

## Publication originale
- Kraepelin, 1899 : Zur Systematik der Solifugen. Mitteilungen aus dem Naturhistorischen Museum in Hamburg, vol. 16, p. 195–259 (texte intégral).